# Dysdera beieri
Dysdera beieri är en spindelart som beskrevs av Christa L. Deeleman-Reinhold 1988. Dysdera beieri ingår i släktet Dysdera och familjen ringögonspindlar.
Artens utbredningsområde är Grekland. Inga underarter finns listade i Catalogue of Life.